# تیم ملی فوتبال زنان بنگلادش
تیم ملی فوتبال زنان بنگلادش (انگلیسی: Bangladesh women's national football team) نماینده فوتبال زنان این کشور در رده ملی است و تحت نظارت فدراسیون فوتبال بنگلادش قرار دارد.